# Jan Bubela
Jan Bubela (23. ledna 1855 Vsetín – 17. dubna 1889 Vsetín) byl český hudební skladatel, botanik, autor herbáře a časopiseckých článků o moravské flóře.

## Život
Jan Bubela se narodil ve Vsetíně v rodině statkáře Josefa Bubely a jeho ženy Vincencie Esterakowé. Pocházel z vsetínské evangelické rodiny, jeho bratr Karel byl významný vsetínmský podnikatel a politik. Po absolvování základního vzdělání odešel do Prahy, kde vystudoval Československou obchodní akademii. Po zdárném ukončení studia se Jan Bubela vrátil do Vsetína, kde se stal společníkem rodinné velkoobchodní firmy s dřevem Bratři Bubelové. 
Od mládí si oblíbil přírodní vědy, z nichž ho nejvíce zaujala botanika. Floristický výzkum prováděl na četných moravských lokalitách v okolí Vsetína, Bzence, Čejče, Mikulčic, v horských oblastech Beskyd a Jeseníků. Jan Bubela byl rovněž ve styku s předními botaniky celé Evropy, s nimiž si vyměňoval herbářové položky. Shromáždil poznatky o více než 800 druzích cévnatých rostlin, rostoucích na Vsacku a objevil také několik nových druhů pro květenu Moravy.
Jan Bubela zemřel ve Vsetíně 17. dubna roku 1889 na tuberkulózu a pohřben byl na vsetínském hřbitově.
Jan Bubela byl rovněž činný jako sbormistr vsetínského pěveského sboru Snaha, režisér vsetínského divadla, hudební skladatel a čestný člen Klubu přírodovědeckého v Praze, kterému věnoval herbář o 150 silných svazcích, v nichž zpracoval květenu Moravy. 
Později na jeho odbornou činnost navázali František Gogela a Gustav Adolf Říčan.